# Totovec
Totovec is een plaats in de gemeente Čakovec in de Kroatische provincie Međimurje. De plaats telt 529 inwoners (2001).